# Buddelundiella serbani
Buddelundiella serbani is een pissebed uit de familie Buddelundiellidae. De wetenschappelijke naam van de soort is voor het eerst geldig gepubliceerd in 1971 door Tabacaru.